# Hayet Sassi
Hayet Sassi (tên gốc: حياة ساسي, sinh 24 tháng 10, 1982  là một nữ Tunisia viên cử tạ, thi đấu trong hạng mục 63 kg và đại diện cho Tunisia tại các cuộc thi quốc tế.
Cô đã tham gia Thế vận hội Mùa hè 2004 trong nội dung 63 kg. Anh đã lập ba kỷ lục Tunisia trong môn cử tạ Olympic: 95 kg trong vụ giật, 120 kg trong sạch và giật và tổng cộng là 215,0 kg. 
| Năm                | Địa điểm                       | Cân nặng           | Cử giật kg)        | Cử giật kg)        | Cử giật kg)        | Cử giật kg)        | Cử đẩy (kg)        | Cử đẩy (kg)        | Cử đẩy (kg)        | Cử đẩy (kg)        | Tổng               | Hạng               |
| Năm                | Địa điểm                       | Cân nặng           | 1                  | 2                  | 3                  | Hạng               | 1                  | 2                  | 3                  | Hạng               | Tổng               | Hạng               |
| Thế vận hội mùa hè | Thế vận hội mùa hè             | Thế vận hội mùa hè | Thế vận hội mùa hè | Thế vận hội mùa hè | Thế vận hội mùa hè | Thế vận hội mùa hè | Thế vận hội mùa hè | Thế vận hội mùa hè | Thế vận hội mùa hè | Thế vận hội mùa hè | Thế vận hội mùa hè | Thế vận hội mùa hè |
| ------------------ | ------------------------------ | ------------------ | ------------------ | ------------------ | ------------------ | ------------------ | ------------------ | ------------------ | ------------------ | ------------------ | ------------------ | ------------------ |
| 2004               | liên_kết=\|viền Athens, Hy Lạp | 63 kg              |                    |                    |                    | —                  |                    |                    |                    | —                  | 215,0              | 4                  |